# Convención de Aguascalientes

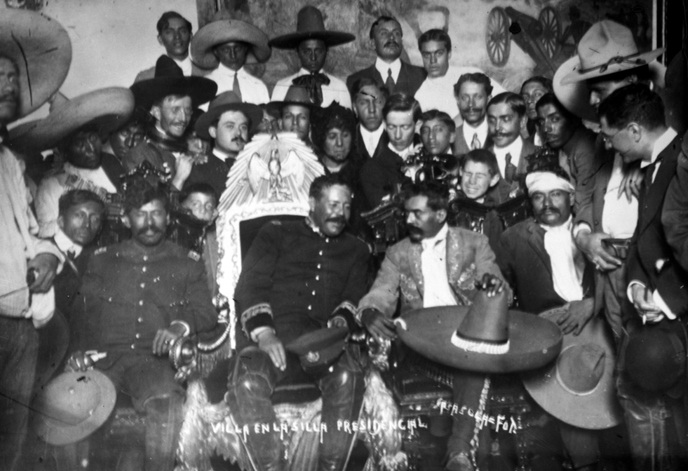
La fotografía de Francisco Villa sentado en la silla presidencial, junto a Emiliano Zapata, Eufemio Zapata –quien se dice, se negó a tomarse la foto sentado en esa silla– es un símbolo del imaginario revolucionario.

La Soberana Convención de Aguascalientes fue una reunión que se celebró desde el 10 de octubre hasta el 9 de noviembre de 1914. Fue convocada el 1 de octubre de 1914 por Venustiano Carranza, primer jefe del Ejército Constitucionalista, bajo la denominación de Gran convención de jefes militares con mando de fuerzas y gobernadores de los Estados. Sus sesiones iniciales se celebraron en la Cámara de Diputados de la Ciudad de México, aunque con posterioridad fueron trasladadas al Teatro Morelos en Aguascalientes, ciudad de la que la Convención tomó el nombre por el que se la conoce.

## Antecedentes
Victoriano Huerta fue vencido por las fuerzas revolucionarias de Pancho Villa, Pablo González y Álvaro Obregón en 1914. Venustiano Carranza pretendía discutir con los demás jefes revolucionarios el programa político y los asuntos de gobierno y, como había prometido, presentó su renuncia a la jefatura del Ejército y se retiró de la reunión. Ante la inasistencia de los representantes de Emiliano Zapata, que no reconocían la autoridad de Carranza, y la negativa de Francisco Villa a presentarse en la Ciudad de México, los asistentes acordaron trasladar las sesiones a la ciudad de Aguascalientes, lo que fue aceptado.
Desde los inicios de la Convención, la asamblea estuvo dominada por los elementos villistas, que impusieron sus puntos de vista sobre los demás delegados. La convención se declaró Soberana, eligió al general Eulalio Gutiérrez Ortiz como Presidente de la República y nombró a Francisco Villa jefe del Ejército convencionista, que se enfrentó por las armas a los constitucionalistas de Venustiano Carranza.
A lo largo de la Revolución Mexicana, Aguascalientes se había mantenido al margen de cualquier actividad relacionada con el proceso de la revolución. Durante la estancia de las fuerzas revolucionarias la ciudad se llenó con la visita de grandes personalidades.
.

## Asistentes
Francisco Villa y Emiliano Zapata no acudieron al primer llamado a la Convención (donde se reunirían los principales jefes revolucionarios). Hasta que la misma se trasladó a Aguascalientes no hubo representantes de estos dos generales. Los zapatistas entraron el 26 de octubre, cuando protagonizaron el afamado Incidente de La Bandera, que casi le cuesta la vida a Antonio Díaz Soto y Gama.
La representación por corriente política o ejército es difícil de delimitar por las condiciones de la reunión. Sin embargo, los datos que se tienen son los siguientes: Representación Carrancista: 79 (según dato enunciado en la sesión del 1 de octubre), Representación Independiente: 15 (se trata de los agrupados en torno a la comisión Permanente de Pacificación), Representación Villista: 37, Representación Zapatista: 25 (Según Manifiesto de la Nación).
Algunos de los generales que asistieron fueron los siguientes:  Eugenio Aguirre Benavides, Felipe Ángeles, Fidel Ávila, Rafael Buelna ("Granito de oro"), Juan G. Cabral, Calixto Contreras, Manuel Chao, Rosalío Hernández, Raúl Madero, Eduardo Hay, Francisco Mariel, Julián Medina, Pánfilo Natera, Álvaro Obregón, Orestes Pereyra y Martín Triana.

## Consecuencias
Uno de los objetivos principales de la Convención era unificar a las facciones revolucionarias antagónicas, lo cual no se cumplió en su totalidad; otro fue precisar los fines y alcances de la Revolución y, con ello, construir las bases de una convivencia social progresista.
La Convención se declaró soberana, eligió al general Eulalio Gutiérrez Ortiz como Presidente de la República, y nombró a Villa comandante del ejército convencionalista, que pronto se enfrentaría al ejército constitucionalista de Carranza.
Villa y Zapata, entraron a la Ciudad de México el 6 de diciembre, con un ejército de 60,000 hombres, mientras Carranza y sus seguidores se trasladaban a Veracruz.
Actualmente, el recinto donde se llevó a cabo esta convención recibe el nombre de Teatro Morelos. Está ubicado en el centro histórico de Aguascalientes, y en su última planta existe un museo con fotos originales tomadas el día de la convención.